# 圣玛尔定堂 (弗罗茨瓦夫)

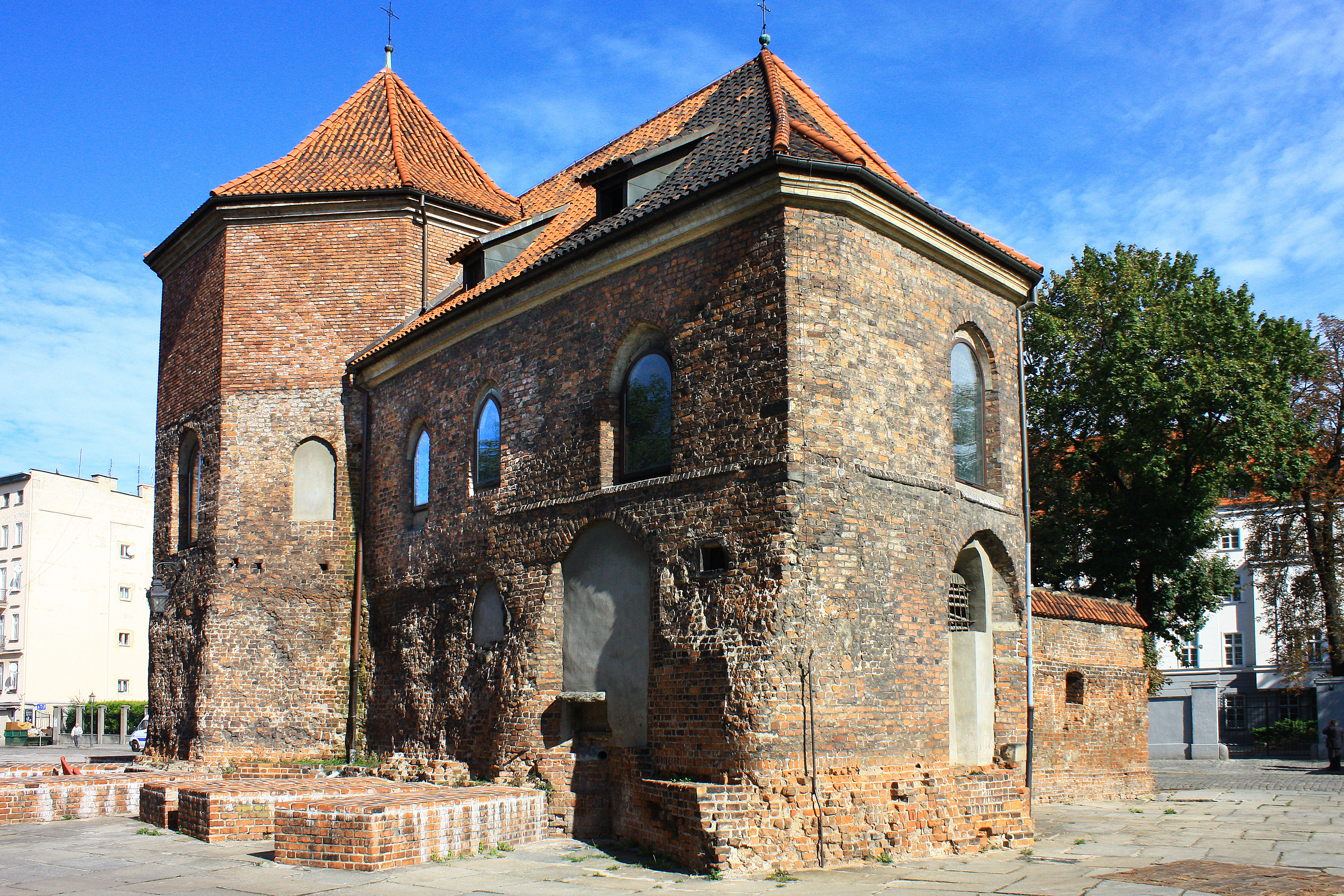

圣玛尔定堂（波兰语：Kościół św. Marcina）是波兰下西里西亚弗罗茨瓦夫现存最古老的教堂建筑之一，仅次于圣艾智德堂（Kościół św. Idziego）。这是一座小型罗马天主教教堂，砖砌建筑，哥特式建筑风格，供奉都尔的玛尔定，位于弗罗茨瓦夫座堂岛西部。它建于13世纪80年代，建筑师Wiland，是属于弗罗茨瓦夫原皮亚斯特王朝的座堂岛城堡唯一幸存的建筑，但是在第二次世界大战期间，曾遭到严重损坏（约 80%）。在1957-1960 年间重建时形式有明显改变。1947年、1962年列为保护古迹。